# Alaska Daily
Alaska Daily ist eine US-amerikanische Dramaserie, die von einer Reihe investigativer Zeitungsartikel inspiriert wurde, die unter dem Projektnamen Lawless: Sexual Violence in Alaska publiziert wurden, und auf den Recherchen von Anchorage Daily News und ProPublica beruhen. Die Premiere der Serie fand am 6. Oktober 2022 auf dem US-Networksender ABC statt. Im deutschsprachigen Raum erfolgte die Erstveröffentlichung der Serie am 22. Februar 2023 durch Disney+ via Star als Original.
Im Mai 2023 wurde die Serie nach einer Staffel abgesetzt.

## Handlung
Die preisgekrönte Enthüllungsjournalistin Eileen Fitzgerald lässt ihr ausschweifendes New Yorker Promi-Leben hinter sich, nachdem sie in Ungnade gefallen ist, und zieht sich auf der Suche nach beruflicher sowie persönlicher Rehabilitation nach Alaska zurück. Dort nimmt sie einen Job bei einer kleinen lokalen Tageszeitung in Anchorage an und stürzt sich direkt in einen brisanten Fall.

## Besetzung und Synchronisation
Die deutschsprachige Synchronisation entstand nach den Dialogbüchern von Kathrin Simon und Claudia Otto sowie unter der Dialogregie von Kathrin Simon durch die Synchronfirma FFS Film- & Fernseh-Synchron in München.

### Hauptdarsteller
| Rolle                   | Schauspieler       | Synchronsprecher    |
| ----------------------- | ------------------ | ------------------- |
| Eileen Fitzgerald       | Hilary Swank       | Sandra Schwittau    |
| Stanley Kornik          | Jeff Perry         | Walter von Hauff    |
| Bob Young               | Matt Malloy        | Andreas Borcherding |
| Claire Muncy            | Meredith Holzman   | Alexandra Ludwig    |
| Rosalind „Roz“ Friendly | Grace Dove         | Sophie Rogall       |
| Gabriel Tovar           | Pablo Castelblanco | Benjamin Krause     |
| Yuna Park               | Ami Park           | Maresa Sedlmeir     |
| Austin Teague           | Craig Frank        | Felix Mayer         |

### Nebendarsteller
| Rolle           | Schauspieler     | Synchronsprecher   |
| --------------- | ---------------- | ------------------ |
| Jamie           | Joe Tippett      | Stefan Lehnen      |
| Sylvie Nanmac   | Irene Bedard     | Michèle Tichawsky  |
| Karla           | Kourtney Bell    | Caroline Combrinck |
| Miles           | Phillip Lewitski | Anis Jusovic       |
| Aaron Pritchard | Shane McRae      | Manou Lubowski     |

### Episodendarsteller
| Rolle               | Schauspieler      | Synchronsprecher     |
| ------------------- | ----------------- | -------------------- |
| Jordan Teller       | Randall Batinkoff | Frank Schaff         |
| Rushmi Metha        | Veena Sood        | Susanne von Medvey   |
| Toby Crenshaw       | Brandon Alexis    | Sebastian Kempf      |
| Helen               | Demelza Randall   | Sabine Lorenz        |
| Jeff Muncy          | Robert Moloney    | Martin Halm          |
| Rita                | Danielle Ferland  | Sonja Reichelt       |
| Officer McKenna     | Linsay Willier    | Leoni Beckenbach     |
| Ken                 | Paul Jarrett      | Michael Schwarzmaier |
| Jindaháa Twitchell  | Martin Sensmeier  | Julian Bayer         |
| Carol               | Kendall Cross     | Claudia Lössl        |
| Charlene Demmert    | Crystal Tisiga    | Angela Wiederhut     |
| Iris Jacobs         | Patsy Tuba        | Alisa Palmer         |
| Commissioner Haynes | Sue Cremin        | Madeleine Stolze     |
| Tim Ivanoff         | Shane Leydon      | Nils Dienemann       |
| Governor Thacker    | Mark Moses        | Mike Carl            |
| Conrad Pritchard    | John Getz         | Hans Bayer           |

## Episodenliste
| Nr. | Deutscher Titel                                  | Originaltitel                                                 | Erstausstrahlung (USA) | Deutschsprachige Erstveröffentlichung (D/A/CH) | Regie             | Drehbuch                                |
| --- | ------------------------------------------------ | ------------------------------------------------------------- | ---------------------- | ---------------------------------------------- | ----------------- | --------------------------------------- |
| 1   | Ein neuer Start                                  | Pilot                                                         | 6. Okt. 2022           | 22. Feb. 2023                                  | Tom McCarthy      | Tom McCarthy                            |
| 2   | Ein Ort, an dem wir zusammenkamen                | A Place We Came Together                                      | 13. Okt. 2022          | 1. März 2023                                   | Tom McCarthy      | Tom McCarthy & Gabriel Sherman          |
| 3   | Es ist nichts Persönliches                       | It's Not Personal                                             | 20. Okt. 2022          | 8. März 2023                                   | Clark Johnson     | Stuart Zicherman & Miranda Rose Hall    |
| 4   | Das Wochenende                                   | The Weekend                                                   | 27. Okt. 2022          | 15. März 2023                                  | Danis Goulet      | Liz Tuccillo                            |
| 5   | Eileen geht auf Konfrontation                    | I Have No Idea What You're Talking About, Eileen              | 3. Nov. 2022           | 22. März 2023                                  | Patricia Riggen   | Chitra Sampath                          |
| 6   | Der Wert eines Lebens lässt sich nicht beziffern | You Can't Put a Price on a Life                               | 17. Nov. 2022          | 29. März 2023                                  | Oliver Bokelberg  | Sandra Chwialkowska                     |
| 7   | In der Schusslinie                               | Enemy of the People                                           | 2. März 2023           | 19. Apr. 2023                                  | Craig MacNeill    | Peter Elkoff & Jay Beattie              |
| 8   | Sag einem Reporter er soll etwas nicht tun…      | Tell a Reporter Not to Do Something and Suddenly It's a Party | 9. März 2023           | 26. Apr. 2023                                  | Ruba Nadda        | Gabriel Sherman                         |
| 9   | Vorschnelles Urteil                              | Rush to Judgement                                             | 16. März 2023          | 3. Mai 2023                                    | Michael Pressman  | Miranda Rose Hall & Michael J. Rezendes |
| 10  | Die Wahrheit trifft langsam, aber sicher         | Truth is a Slow Bullet                                        | 23. März 2023          | 10. Mai 2023                                   | Catriona McKenzie | Andrew MacLean                          |
| 11  | Das Rücksichtsloseste, was ich je gemacht habe   | Most Reckless Thing I've Ever Done                            | 30. März 2023          | 17. Mai 2023                                   | Bosede Williams   | Vera Starbard                           |